# Doteli
El Doteli (डोटेली) és una llengua indoària parlada per unes 800.000 persones, la majoria dels quals al Nepal. Tradicionalment s'ha considerat un dialecte del nepalès i s'escriu en l'alfabet Devanagari. Té estatus oficial al Nepal, protegit per la constitució del país i té quatre dialectes principals; Baitadeli, Bajhangi, Darchuli i Doteli amb un alt grau d'intel·ligibilitat mútua.